# Alfred von Lewinski
Ne doit pas être confondu avec Alfred von Lewinski (général, 1862).
Alfred August Ludwig Wilhelm von Lewinski (né le 14 janvier 1831 à Münster et mort le 22 juillet 1906 à Görlitz) est un général d'infanterie prussien.

## Biographie

### Origine
Alfred est issu de la noble famille von Lewinski. Il est le fils du lieutenant-colonelAugust Jakob von Lewinski (1791–1870) et son épouse Charlotte Wilhelmine, née Seydel (1804–1869). Son frère aîné Eduard devient également général prussien.

### Carrière militaire
Lewinski est initialement cadet à Wahlstatt. En juillet 1844, il retourne cependant chez ses parents et étudie au lycée Frédéric-Guillaume de Stettin, puis la Realschule de Berlin. Lewinski rejoint ensuite le 7 juin 1848 le 9e régiment de grenadiers de l'armée prussienne, où il est nommé Portepeefähnrich le 11 mars 1849 et promu sous-lieutenant le 6 décembre 1849. Lewinski étudie donc l'École générale de guerre de la mi-octobre 1853 à la fin juillet 1856. Il sert ensuite comme professeur à l'école divisionnaire de Stettin du 1er octobre 1857 au 1er juillet 1859 et est promu premier lieutenant le 9 février 1858. Lewinski participe à la guerre contre le Danemark en 1864 en tant que capitaine et combat à Büffelkoppel, participe à la prise de la redoute de Düppel et à la traversée vers Alsen. Pour ses réalisations, Lewinski reçoit la Croix de chevalier de l'Ordre royal de Hohenzollern avec épées le 14 août 1864. Après la fin de la guerre, il devient adjudant au commandement général du 3e corps d'armée. Au cours de la guerre austro-prussienne de 1866, il est au commandement général du 1er corps d'armée et combat dans les batailles de Münchengrätz, Gitschin et Sadowa.

En 1867, Lewinski est transféré au Grand État-major général et en 1870, il prend son poste à l'État-major général de la 5e division d'infanterie dans la guerre franco-prussienne, où il participe aux batailles de Metz et combat plus tard sur la Loire. Il se distingue particulièrement à Villers les Plenois et à la bataille du Change, pour laquelle il reçoit la médaille Pour le Mérite
En 1872, il est promu lieutenant-colonel et devient chef d'état-major général du 9e corps d'armée. Le 19 septembre 1874, Lewinski est promu colonel et commande à ce titre le 19e régiment d'infanterie (de) du 5 février 1878 au 17 novembre 1880. Il reçoit alors le commandement du 9e brigade d'infanterie (de). Avec sa promotion au grade de major-général le 18 janvier 1881, Lewinski devient commandant de cette brigade. Il abandonne le 2 novembre 1885 et reçoit le commandement de la 4e division d'infanterie et la commande, après sa promotion au grade de lieutenant général le 12 décembre 1885, jusqu'au 7 avril 1889. Lewinski est ensuite nommé gouverneur de Strasbourg et, le 27 janvier 1890, il est promu général d'infanterie. À partir du 4 novembre 1890, Lewinski sert comme général commandant du 15e corps d'armée. Lewinski reçoit la Grand-Croix de l'ordre de l'Aigle rouge avec feuilles de chêne et épées et est mis à la retraite le 1er avril 1892.

### Famille
Lewinski se marie avec Anna Dorothea Pehlemann (1837–1891) le 15 avril 1857 à Berlin. Les enfants suivants sont nés du mariage :
- Marie-Anne-Wilhelmine-Louise (née en  1859) mariée avec Rudolf Scherz
- Klara Adèle Auguste (1860–1927)
- Alfred (1862–1914), général de division prussien et commandant de la 33e brigade d'infanterie
- Adèle Berta Wilhelmine (1865–1866)
- Wilhelm (1867–1942), général de division prussien
- Felix (1869–1936), général de division prussien
- Victor Friedrich Karl (1870–1873)
- Karl Eduard Otto Kurt (1872), administrateur de district et locataire du domaine
- Elisabeth Anna (née et morte en 1875)
- Eberhard Julius Rudolf Paul (1876–1917), premier lieutenant de la Troupe de protection de l'Afrique orientale
- Margarete Alice Ida (1879–1893)